# André Döring
André Döring (ur. 22 czerwca 1972 w Venâncio Aires) – piłkarz brazylijski, występujący podczas kariery na pozycji bramkarza.

## Kariera klubowa
André Döring karierę piłkarską rozpoczął w klubie SC Internacional w 1991. W Internacionalu 24 września 1994 w przegranym 0-3 meczu z União São João Araras André Döring zadebiutował w lidze brazylijskiej. Z Internacionalem trzykrotnie zdobył mistrzostwo stanu Rio Grande do Sul – Campeonato Gaúcho w 1992, 1994 i 1997. W latach 1999–1993 był zawodnikiem Cruzeiro EC. Z Cruzeiro zdobył mistrzostwo stanu Minas Gerais – Campeonato Mineiro w 2003 oraz Copa do Brasil w 2000.
W latach 2003–2005 André Döring ponownie występował w Internacionalu, z którym zdobył dwa kolejne tytuły mistrzowskie stanu Rio Grande do Sul. Ostatnim klubem w karierze André Döringa było EC Juventude, w którym zakończył karierę w 2008. W Juventude 3 grudnia 2005 przegranym 3-5 meczu z Corinthians Paulista André Döring po raz ostatni wystąpił w lidze. Ogółem w latach 1994–2006w lidze brazylijskiej wystąpił w 172 meczach.

## Kariera reprezentacyjna
Jedyny raz w reprezentacji Brazylii André Döring wystąpił 23 września 1998 w wygranym 1-0 towarzyskim meczu z reprezentacją Jugosławii.